# Tomáš Tregler
Tomáš Tregler (* 1. November 1990 in Beroun) ist ein tschechischer Tischtennisspieler.

## Werdegang
Erste internationale Auftritte hatte der Tscheche bei Jugend-Weltmeisterschaften und Turnieren auf europäischer Ebene.
Im Jahr 2008 konnte er unter anderem das Jugend-TOP 10 gewinnen. Mit der Mannschaft holte er in den Jahren 2005 und 2007 die Silbermedaille bei den Jugend-Europameisterschaften.
Ab dem Jahr 2010 trat er zunehmend häufiger bei Erwachsenen-Turnieren auf, ein nennenswerter Erfolg war bei der Europameisterschaft 2010, als Tregler mit dem Team Bronze gewann. Insgesamt nahm er bis heute (Februar 2020) an vier Weltmeisterschaften teil, kam dort aber nie in die Nähe von Medaillenrängen.
Bei den Europaspielen 2015 erreichte er den 9. Platz mit der Mannschaft.

## Turnierergebnisse
| Verband | Veranstaltung               | Jahr | Ort        | Land | Einzel        | Doppel        | Mixed         | Team |
| ------- | --------------------------- | ---- | ---------- | ---- | ------------- | ------------- | ------------- | ---- |
| CZE     | Europaspiele                | 2015 | Baku       | ASE  |               |               |               | 9    |
| CZE     | Weltmeisterschaft           | 2018 | Halmstad   | SWE  |               |               |               | 13   |
| CZE     | Weltmeisterschaft           | 2015 | Suzhou     | CHN  | Qual.         | letzte 32     |               |      |
| CZE     | Weltmeisterschaft           | 2013 | Paris      | FRA  | Qual.         | letzte 32     |               |      |
| CZE     | Weltmeisterschaft           | 2010 | Moskau     | RUS  |               |               |               | 9    |
| CZE     | Europameisterschaft         | 2019 | Nantes     | FRA  |               |               |               | 17   |
| CZE     | Europameisterschaft         | 2018 | Alicante   | ESP  | letzte 64     | Qual.         | Qual.         |      |
| CZE     | Europameisterschaft         | 2017 | Luxemburg  | LUX  |               |               |               | 21   |
| CZE     | Europameisterschaft         | 2014 | Lissabon   | POR  |               |               |               | 13   |
| CZE     | Europameisterschaft         | 2012 | Herning    | DEN  | Qual.         | letzte 32     |               |      |
| CZE     | Europameisterschaft         | 2011 | Danzig     | POL  |               | letzte 64     |               |      |
| CZE     | Europameisterschaft         | 2010 | Ostrava    | CZE  | letzte 64     | letzte 64     |               | 3    |
| CZE     | Jugend-TOP 10               | 2008 | Sheffield  | ENG  |               |               |               |      |
| CZE     | Jugend-TOP 10               | 2007 | Riga       | LTL  |               |               |               |      |
| CZE     | Jugend-Weltmeisterschaft    | 2008 | Madrid     | ESP  | letzte 32     | letzte 16     | letzte 64     |      |
| CZE     | Jugend-Weltmeisterschaft    | 2007 | Palo Alto  | ITA  | letzte 32     | Viertelfinale | letzte 16     | 8    |
| CZE     | Jugend-Weltmeisterschaft    | 2006 | Kairo      | EGY  | letzte 64     | letzte 32     | letzte 64     |      |
| CZE     | Jugend-Europameisterschaft  | 2008 | Terni      | RUS  | letzte 32     | Halbfinale    | letzte 32     | 8    |
| CZE     | Jugend-Europameisterschaft  | 2007 | Bratislava | SVK  | letzte 16     | letzte 32     | Viertelfinale | 2    |
| CZE     | Jugend-Europameisterschaft  | 2006 | Sarajevo   | BOS  | letzte 128    | letzte 16     | letzte 64     | 17   |
| CZE     | Schüler-Europameisterschaft | 2005 | Prag       | CZE  | Viertelfinale | Viertelfinale | letzte 32     | 2    |
| CZE     | Schüler-Europameisterschaft | 2004 | Budapest   | HUN  |               | Viertelfinale | letzte 32     |      |